# Éveux (Frankrijk)
Éveux is een gemeente in het Franse departement Rhône in de regio Auvergne-Rhône-Alpes en telde op 1 januari 2022 1.169 inwoners.
Bezienswaardig is het kloostergebouw Sainte-Marie de La Tourette van Le Corbusier.

## Geschiedenis
De gemeente maakte tot in 2015 de Métropole de Lyon werd opgericht deel uit van het arrondissement Lyon. Omdat de gemeenten niet werd opgenomen in de metropool werd het overgeheveld naar arrondissement Villefranche-sur-Saône, die deel bleef uitmaken van het departement Rhône.

## Geografie
De oppervlakte van Éveux bedroeg op 1 januari 2022 3,32 vierkante kilometer; de bevolkingsdichtheid was toen 352,1 inwoners per km².

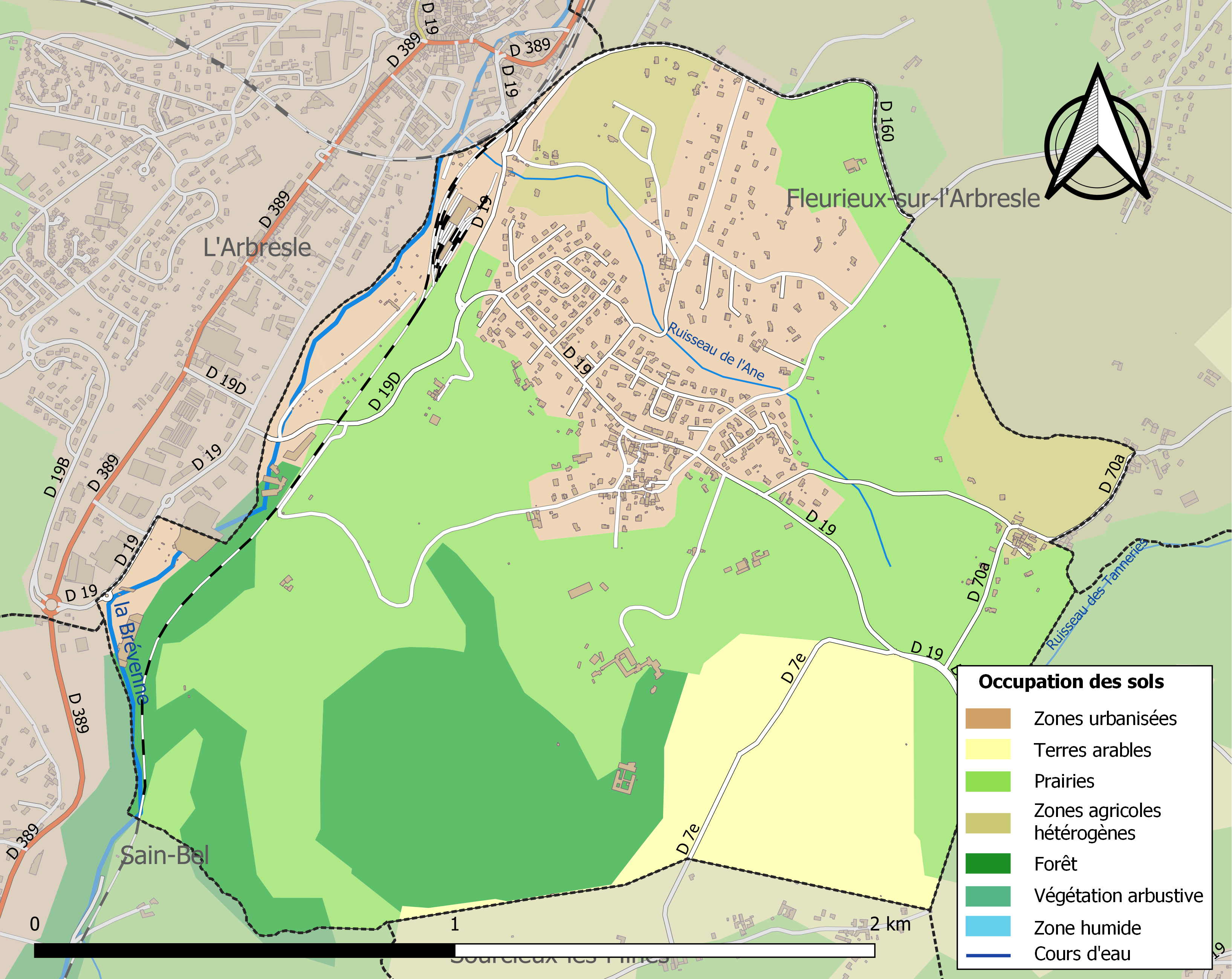
Kaart van de gemeente met de belangrijkste infrastructuur, bodemgebruik en omliggende gemeenten

## Demografie
Onderstaande figuur toont het verloop van het inwonertal (bron: INSEE-tellingen).